# Беатріс Аддад Мая
Беатріс Аддад Мая (порт. Beatriz Haddad Maia) — бразильська тенісистка.
Беатріс народилася в  Сан-Паулу в родині ліванського походження . Її мама та бабуся були успішними тенісистками.
Беатріс Аддад Мая стала першою бразильською тенісисткою, що піднялася в чільну десятку світового рейтингу з часу, коли рейтинг було запроваджено.

## Значні фінали

### Турніри Великого шолома

#### Парний розряд: 1 фінал
| Результат | Рік  | Турнір          | Поверхня | Партнерка     | Супротивниці                          | Рахунок            |
| --------- | ---- | --------------- | -------- | ------------- | ------------------------------------- | ------------------ |
| Поразка   | 2022 | Australian Open | Хард     | Анна Даніліна | Барбора Крейчикова Катержина Сінякова | 7–6(7–3), 4–6, 4–6 |

### Турніри WTA 1000

#### Одиночний розряд: 1 фінал
| Результат | Рік  | Турнір        | Поверхня | Супротивниця | Рахунок       |
| --------- | ---- | ------------- | -------- | ------------ | ------------- |
| Поразка   | 2022 | Canadian Open | Хард     | Сімона Халеп | 3–6, 6–2, 3–6 |

#### Парний розряд: 3 (1 титул)
| Результат | Рік  | Турнір                 | Поверхня | Партнерка         | Супротивниці                          | Рахунок                    |
| --------- | ---- | ---------------------- | -------- | ----------------- | ------------------------------------- | -------------------------- |
| Поразка   | 2022 | Guadalajara Open Akron | Хард     | Анна Даніліна     | Сторм Сендерз Луїза Стефані           | 6–7(4–7), 7–6(7–2), [8–10] |
| Поразка   | 2023 | Indian Wells Open      | Хард     | Лаура Зігемунд    | Барбора Крейчикова Катержина Сінякова | 1–6, 7–6(7–3), [7–10]      |
| Перемога  | 2023 | Madrid Open            | Ґрунт    | Вікторія Азаренко | Коко Гофф Джессіка Пегула             | 6–1, 6–4                   |

## Фінали турнірів WTA

### Одиночний розряд: 7 (4 титули)
| Legend         |
| -------------- |
| Grand Slam     |
| WTA 1000 (0–1) |
| WTA 500 (0–0)  |
| WTA 250 (2–1)  |

| За поверхнею |
| ------------ |
| Хард (0–2)   |
| Ґрунт (0–0)  |
| Трава (2–0)  |
| Килим (0–0)  |

| Результат | В–П | Дата     | Турнір                                                 | Статус        | Поверхня | Супротивниця      | Рахунок              |
| --------- | --- | -------- | ------------------------------------------------------ | ------------- | -------- | ----------------- | -------------------- |
| Поразка   | 0–1 | Вер 2017 | Korea Open, Південна Корея                             | International | Хард     | Єлєна Остапенко   | 7–6(7–5), 1–6, 4–6   |
| Перемога  | 1–1 | Чер 2022 | Nottingham Open, Сполучене Королівство                 | WTA 250       | Трава    | Елісон Ріск       | 6–4, 1–6, 6–3        |
| Перемога  | 2–1 | Чер 2022 | Birmingham Classic, Сполучене Королівство              | WTA 250       | Трава    | Чжан Шуай         | 5–4 ret.             |
| Поразка   | 2–2 | Сер 2022 | Canadian Open                                          | WTA 1000      | Хард     | Сімона Халеп      | 3–6, 6–2, 3–6        |
| Перемога  | 3–2 | Жов 2023 | WTA Elite Trophy, КНР                                  | Elite         | Тверде   | Чжен Ціньвень     | 7–6(13–11), 7–6(7–4) |
| Поразка   | 3–3 | Сер 2024 | Tennis in the Land, США                                | WTA 250       | Тверде   | Маккартні Кесслер | 6–1, 1–6, 5–7        |
| Перемога  | 4–3 | Вер 2024 | Hansol Korea Open Tennis Championships, Південна Корея | WTA 500       | Тверде   | Дарія Касаткіна   | 1–6, 6–4, 6–1        |

### Парний розряд: 12 (8 титулів)
| Легенда                |
| ---------------------- |
| Grand Slam (0–1)       |
| WTA Elite Trophy (1–0) |
| WTA 1000 (1–2)         |
| WTA 500 (2–1)          |
| WTA 250* (3–0)         |

| Фінали за покриттям |
| ------------------- |
| Тверде (3–4)        |
| Ґрунт (3–0)         |
| Трава (1–0)         |

| Фінали за типом корту |
| --------------------- |
| Відкритий корт (6–4)  |
| Закритий корт (1–0)   |

| Результат | В–П | Дата     | Турнір                            | Статус        | Поверхня | Партнерка                | Супротивниці                          | Рахунок                    |
| --------- | --- | -------- | --------------------------------- | ------------- | -------- | ------------------------ | ------------------------------------- | -------------------------- |
| Перемога  | 1–0 | Кві 2015 | Copa Colsanitas, Колумбія         | International | Ґрунт    | Паула Крістіна Гонсалвес | Ірина Фальконі Шелбі Роджерс          | 6–3, 3–6, [10–6]           |
| Перемога  | 2–0 | Кві 2017 | Copa Colsanitas, Колумбія (2)     | International | Ґрунт    | Надія Подороська         | Вероніка Сепеде Ройг Магда Лінетт     | 6–3, 7–6(7–4)              |
| Перемога  | 3–0 | Січ 2022 | Sydney International, Австралія   | WTA 500       | Хард     | Анна Даніліна            | Вівіан Гайсен Удварді Панна           | 4–6, 7–5, [10–8]           |
| Поразка   | 3–1 | Січ 2022 | Australian Open                   | Grand Slam    | Хард     | Анна Даніліна            | Барбора Крейчикова Катержина Сінякова | 7–6(7–3), 4–6, 4–6         |
| Перемога  | 4–1 | Чер 2022 | Nottingham Open, UK               | WTA 250       | Трава    | Чжан Шуай                | Керолайн Долегайд Моніка Нікулеску    | 7–6(7–2), 6–3              |
| Поразка   | 4–2 | Жов 2022 | Guadalajara Open, Mexico          | WTA 1000      | Хард     | Anna Danilina            | Сторм Сендерз Луїза Стефані           | 6–7(4–7), 7–6(7–2), [8–10] |
| Поразка   | 4–3 | Бер 2023 | Indian Wells Open, United States  | WTA 1000      | Хард     | Лаура Зігемунд           | Барбора Крейчикова Катержина Сінякова | 1–6, 7–6(7–3), [7–10]      |
| Перемога  | 5–3 | Тра 2023 | Madrid Open, Іспанія              | WTA 1000      | Ґрунт    | Вікторія Азаренко        | Коко Гофф Джессіка Пегула             | 6–1, 6–4                   |
| Перемога  | 6–3 | Жов 2023 | WTA Elite Trophy, КНР             | Elite         | Тверде   | Вероніка Кудерметова     | Като Мію Алділа Сутдж\'яді            | 6–3, 6–3                   |
| Перемога  | 7–3 | Січ 2024 | Adelaide International, Австралія | WTA 500       | Тверде   | Тейлор Таунсенд          | Каролін Гарсія Крістіна Младенович    | 7–5, 6–3                   |
| Поразка   | 7–4 | Січ 2025 | Adelaide International, Австралія | WTA 500       | Тверде   | Лаура Зігемунд           | Ґо Ханю Олександра Панова             | 5–7, 4–6                   |
| Перемога  | 8–4 | Чер 2025 | Nottingham Open, Велика Британія  | WTA 250       | Трава    | Лаура Зігемунд           | Анна Даніліна Ена Сібахара            | 6–3, 6–2                   |

1. ↑   У 2021 році турніри WTA International отримали статус турніри WTA 250.

## Фінали турнірів WTA Challenger

### Одиночний розряд: 2 (1 титул)
| Результат | В–П | Дата     | Турнір                     | Поверхня | Супротивниця   | Рахунок       |
| --------- | --- | -------- | -------------------------- | -------- | -------------- | ------------- |
| Перемога  | 1–0 | Тра 2022 | Open de Saint-Malo, France | Ґрунт    | Ганна Блінкова | 7–6(7–3), 6–3 |
| Поразка   | 1–1 | Тра 2022 | Clarins Open Paris, France | Ґрунт    | Клер Лю        | 3–6, 4–6      |

### Парний розряд: 1 титул
| Результат | В–П | Дата     | Турнір                     | Поверхня | Партнер             | Супротивники                | Рахунок          |
| --------- | --- | -------- | -------------------------- | -------- | ------------------- | --------------------------- | ---------------- |
| Перемога  | 1–0 | Тра 2022 | Clarins Open Paris, France | Ґрунт    | Крістіна Младенович | Оксана Калашнікова Мію Като | 5–7, 6–4, [10–4] |